# مسجد الحاج شهباز خان
مسجد الحاج شهباز خان هو مسجد تاريخي يعود إلى عصر القاجاريين، ويقع في كرمانشاه.